# Saut en hauteur masculin aux Jeux olympiques d'été de 1956
Navigation
Helsinki 1952 Rome 1960
L'épreuve du saut en hauteur masculin aux Jeux olympiques de 1956 s'est déroulée le 23 novembre 1956 au Melbourne Cricket Ground de Melbourne, en Australie. Elle est remportée par l'Américain Charles Dumas.

## Records
| Record du monde  | 2,15 m | Charles Dumas | États-Unis | 29 juin 1956    | Los Angeles |
| Record olympique | 2,04 m | Buddy Davis   | États-Unis | 20 juillet 1952 | Helsinki    |

## Finale
| Rang               | Athlète                     | Pays             | Marque    | 1,80 | 1,86 | 1,92 | 1,96 | 2,00 | 2,03 | 2,06 | 2,08 | 2,10 | 2,12 | 2,14 |
| ------------------ | --------------------------- | ---------------- | --------- | ---- | ---- | ---- | ---- | ---- | ---- | ---- | ---- | ---- | ---- | ---- |
| Médaille d'or      | Charles Dumas               | États-Unis       | 2,12 (OR) | -    | -    | O    | O    | O    | XO   | O    | O    | XO   | XXO  | XX-  |
| Médaille d'argent  | Charles Porter              | Australie        | 2,10      | O    | -    | O    | O    | O    | O    | O    | XO   | XXO  | XXX  |      |
| Médaille de bronze | Igor Kashkarov              | Union soviétique | 2,08      | -    | -    | O    | O    | O    | O    | O    | O    | XXX  |      |      |
| 4                  | Stig Pettersson             | Suède            | 2,06      | -    | -    | O    | O    | O    | O    | XXO  | XXX  |      |      |      |
| 5                  | Ken Money                   | Canada           | 2,03      | O    | O    | O    | O    | O    | XO   | XXX  |      |      |      |      |
| 6                  | Phil Reavis                 | États-Unis       | 2,00      | -    | O    | O    | O    | O    | XXX  |      |      |      |      |      |
| 6                  | Colin Ridgeway              | Australie        | 2,00      | O    | -    | O    | O    | O    | XXX  |      |      |      |      |      |
| 6                  | Volodymyr Sitkin            | Union soviétique | 2,00      | -    | -    | O    | O    | O    | XXX  |      |      |      |      |      |
| 9                  | Vern Wilson                 | États-Unis       | 2,00      | -    | O    | O    | O    | XO   | XXX  |      |      |      |      |      |
| 10                 | Julius Chigbolu             | Nigeria          | 2,00      | -    | XO   | XXO  | XO   | O    | XXX  |      |      |      |      |      |
| 11                 | Ajit Singh                  | Inde             | 1,96      | O    | O    | O    | O    | XXX  |      |      |      |      |      |      |
| 11                 | Yukio Ishikawa              | Japon            | 1,96      | -    | O    | O    | O    | XXX  |      |      |      |      |      |      |
| 11                 | Patrick Etolu               | Ouganda          | 1,96      | -    | O    | O    | O    | XXX  |      |      |      |      |      |      |
| 11                 | Maurice Fournier            | France           | 1,96      | -    | -    | O    | O    | XXX  |      |      |      |      |      |      |
| 15                 | Ernle Haisley               | Jamaïque         | 1,96      | O    | -    | O    | XO   | XXX  |      |      |      |      |      |      |
| 16                 | Peter Wells                 | Royaume-Uni      | 1,96      | O    | O    | XO   | XO   | XXX  |      |      |      |      |      |      |
| 17                 | Joseph Leresae              | Kenya            | 1,92      | O    | O    | XO   | XXX  |      |      |      |      |      |      |      |
| 17                 | Ciriaco Baronda             | Philippines      | 1,92      | -    | O    | XO   | XXX  |      |      |      |      |      |      |      |
| 19                 | Vincent Gabriel             | Nigeria          | 1,92      | O    | O    | XXO  | XXX  |      |      |      |      |      |      |      |
| 20                 | José Telles da Conceição    | Brésil           | 1,86      | O    | O    | XXX  |      |      |      |      |      |      |      |      |
| 20                 | Nagalingam Ethirveerasingam | Ceylan           | 1,86      | O    | O    | XXX  |      |      |      |      |      |      |      |      |
| 20                 | Yang Chuan-Kwang            | Taïwan Taiwan    | 1,86      | -    | O    | XXX  |      |      |      |      |      |      |      |      |